# Формальна арифметика

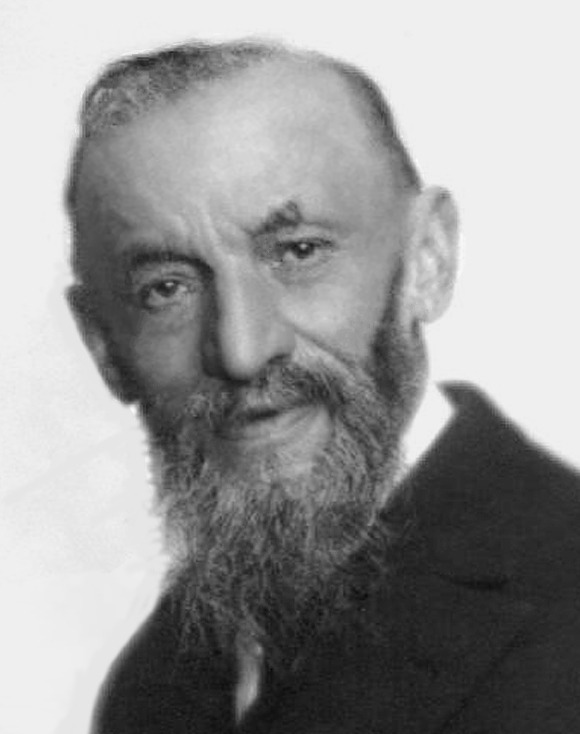
Джузеппе Пеано в 1889 році сформулював аксіоми натуральних чисел

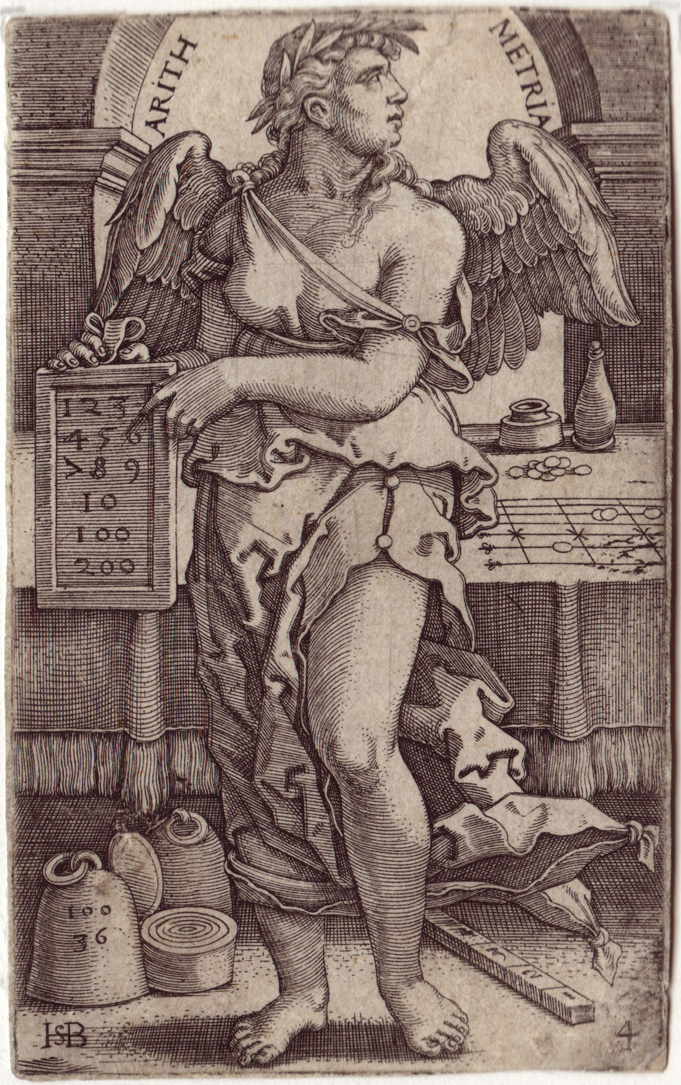
Ганс Себальд Бехам. Арифметика. XVI век

Формальна арифметика — це формулювання арифметики у вигляді формальної (аксіоматичної) системи.
Мова формальної арифметики містить константу {\displaystyle {\mbox{0}}}, числові змінні, символ рівності, функціональні символи {\displaystyle {\mbox{+}}}, {\displaystyle \times }, (збільшення 1) і логічні зв'язки. Постулатами формальної арифметики є аксіоми і правила виводу числення предикатів, що визначають рівність для арифметичних операцій. Засоби формальної арифметики достатні для виведення теорем елементарної теорії чисел. На даний момент невідомо жодної змістовної теоретико-числової теореми, доведеної без залучення засобів аналізу, яка не виводилася б у формальну арифметику. У формальній арифметиці змальовані рекурсивні функції і їх визначена рівність. Це дозволяє формулювати думки про скінченну множину. Більш того, формальна арифметика еквівалентна аксіоматичній теорії множин Цермела – Френкеля. Без аксіоми нескінченності у кожній з цих систем може бути побудована інша модель.
Формальна арифметика задовольняє умовам обох теорем Геделя про неповноту. Зокрема, є такі поліноми {\displaystyle {\mbox{P}}} , {\displaystyle {\mbox{Q}}} від 9 змінних, що формула " {\displaystyle {\mbox{x1...x9}}} " {\displaystyle {\mbox{(P1Q)}}} не виводиться, хоча і виражає дійсну думку, а саме несуперечність формальної арифметики. Тому нерозв'зність діофантового рівняння Р-Q=0 недоказова у формальній арифметиці. Несуперечність формальної арифметики доведена за допомогою трансфінітної індукції до ординала е0 (найменший розв'язок рівняння {\displaystyle {\mbox{we=e}}}). Тому схема індукції до е0 недоказова у формальній арифметиці, хоча там доказова схема індукції до будь-якого ординала а<e0. Класу доказово рекурсивних функцій формальної арифметики (тобто частково рекурсивних функцій, загальна рекурсивність яких може бути встановлена засобами формальної арифметики) збігається з класом ординально-рекурсивних функцій з ординалами <e0.
Не всі теоретико-числові предикати виражаються у формальній арифметиці: прикладом є такий предикат {\displaystyle {\mbox{T}}}, що для будь-якої замкнутої арифметичної формули {\displaystyle {\mbox{A}}} має місце Т (é А ù) , де  é А ù – номер формули {\displaystyle {\mbox{A}}} в деякій фіксованій нумерації, що задовольняє природним умовам. Приєднання до формальної арифметики символу {\displaystyle {\mbox{T}}}, що виражають його перестановку з логічними зв'язками, що дозволяє довести не суперечність формально арифметики. Схожа конструкція доводить, що схему індукції не можна замінити жодною кінцевою безліччю аксіом. Формальна арифметика коректна і повна відносно формул вигляду "{\displaystyle {\mbox{x 1 ... x}}}"  до {\displaystyle {\mbox{( P=Q )}}}; замкнута формула з цього класу доказова тоді і лише тоді, коли вона достеменна. Оскільки цей клас містить алгоритмічно нерозв'язний предикат, звідси випливає, що проблема вивідності у формальній арифметиці алгоритмічно нерозв'язна.
При заданні формальної арифметики у вигляді гензенівської системи реалізована нормалізація виводу, причому нормальне виведення числової рівності складається лише з числової рівності. На цьому шляху було отримано перший доказ несуперечності формальної арифметики. Нормальне виведення формули з кванторами може містити скільки завгодно складних формул. Повна підформульність досягається після заміни схеми індукції на со-правило. Поняття {\displaystyle {\mbox{w}}}-виведення (тобто виводу з {\displaystyle {\mbox{w}}}-правилом) висоти <e0 виражається у формальній арифметиці, тому перехід до {\displaystyle {\mbox{w}}}-виводів дозволяє встановлювати у Ф. а. багато метаматематичних теорем, зокрема повноту і ординальну характеристику рекурсивних функцій.

## Означення
Формальна арифметика {\displaystyle {\mbox{A}}} – це числення предикатів, в якому є:
1. Предметна константа {\displaystyle {\mbox{0}}}.
2. Двомісні функціональні символи {\displaystyle {\mbox{+}}} та {\displaystyle \times }, одномісний функціональний символ {\displaystyle {\mbox{´}}}.
3. Двомісний предикат {\displaystyle {\mbox{=}}} ({\displaystyle \urcorner {\mbox{=}}} позначатимемо через {\displaystyle \neq }).
4. Власні схеми аксіом:
  - {\displaystyle {\mbox{(P(0)}}\wedge \forall {\mbox{x(P(x)}}\rightarrow {\mbox{ P(x´)))}}\rightarrow \forall {\mbox{xP(x)}}}.
  - {\displaystyle {\mbox{t1´=t2´}}\rightarrow {\mbox{t1=t2}}}
  - {\displaystyle {\mbox{t´}}\neq {\mbox{0}}}
  - {\displaystyle {\mbox{t1=t2}}\rightarrow {\mbox{(t1=t3}}\rightarrow {\mbox{t2=t3)}}}
  - {\displaystyle {\mbox{t1=t2}}\rightarrow {\mbox{t1´=t2´}}}
  - {\displaystyle {\mbox{t+0=t}}}
  - {\displaystyle {\mbox{t1+t2´=(t1 + t2)´}}}
  - {\displaystyle {\mbox{t}}\times {\mbox{0=0}}}
  - {\displaystyle {\mbox{t1}}\times {\mbox{t2´=t1}}\times {\mbox{t2+t1}}}

Тут {\displaystyle {\mbox{P}}} – довільна формула, а {\displaystyle {\mbox{t}}}, {\displaystyle {\mbox{t1}}}, {\displaystyle {\mbox{t2}}} – довільні терми теорії {\displaystyle {\mbox{A}}}. Схема аксіом виражає
принцип математичної індукції.

## Класифікація
Формальна арифметика поділяється на такі види:
- класична формальна арифметика з D-оператором;
- класична формальна арифметика з P-опера тором;
- конструктивна формальна арифметика.